# Christian von Schwarzburg-Sondershausen
Christian von Schwarzburg-Sondershausen (* 27. Juli 1700; † 28. September 1749) trug zwar den Titel Fürst von Schwarzburg-Sondershausen, regierte jedoch nie. Er wurde kursächsischer und königlich polnischer Generalleutnant-

## Leben
Fürst Christian war Sohn des Fürsten Christian Wilhelm von Schwarzburg-Sondershausen (1647–1720) und dessen Gemahlin Fürstin Wilhelmine Christiane (1658–1712), Tochter des Herzogs Johann Ernst II. von Sachsen-Weimar.
Sein Vater stellte auf Grund der zahlreichen Erben 1713 den sogenannten Erb- und Successionsvertrag auf, der die Primogenitur beinhaltete. Somit wurde er als jüngster Sohn nach dem Tod des Vaters nie regierender Fürst.
Daher widmete er sich wie viele seiner Standesgenossen dem Militär zu, was ihm auch sehr entgegenkam.
Er ging in kursächsischer Dienste und wurde am 17. April 1733 zunächst als Oberstleutnant und am 28. April 1734 als aggregierter Oberst in das Dragoner-Regiment Leipziger versetzt. Als der Oberst Leipziger 1737 als Geheimer Kriegsrat nach Dresden versetzt wurde, übernahm der Prinz das Regiment. Als Österreich in den russischen Türkenkrieg eintrat, wurde auch das Dragonerregiment auf den Balkan geschickt. Der Prinz kehrte 1739 wohlbehalten nach Sachsen zurück.
Während des Zweiten Schlesischen Krieges kam er 1744 mit den sächsischen Hilfstruppen nach Böhmen und wurde im Oktober 1744 zum Generalmajor befördert. Er kämpfte 1745 in der Schlacht bei Hohenfriedberg. Nach der Niederlage ging er mit dem Regiment nach Sachsen zurück und befand sich im Oktober bei Leipzig. Bereits im November wurde das Regiment nach Dresden in Marsch gesetzt und kämpfte bei Kesselsdorf.
Nach dem Krieg wurde er am 4. Dezember 1747 zum Generalleutnant befördert. Sein Dragoner-Regiment wurde aber im Januar 1748 aufgelöst. Der Prinz erhielt dann im August 1748 das Kürassier-Regiment Rechenberg. Er starb aber bereits am 28. September 1749.
Bereits am 2. Februar 1729 erhielt er den kurpfälzischen St. Hubertus-Orden und 1738 den Weißen Adler-Orden.

## Nachkommen
Christian war seit 10. November 1728 mit Sophie Eberhardine (1709–1784), Tochter Lebrechts von Anhalt-Bernburg-Schaumburg-Hoym (1669–1727), verheiratet und hatte mit ihr die folgenden Kinder:
- Güntherine Albertine (1729–1794)
- Christiane Elisabeth Rudolfine (1731–1771) ⚭ Graf von Öttingen-Katzenstein-Baldern (1721–1778)
- Günther XLIV. (1732–1733)
- Friedrich Günther (1733–1734)
- Christian Günther (* 1736, im Kindesalter gestorben)
- (Josepha Eberhardine) Adolfe Wilhelmine (* 2. März 1737; † 27. Juli 1788) ⚭ Graf Georg Albrecht III. von Erbach-Fürstenau (1752–1778)